# Supermercados Intercontinental
Intercontinental Comércio de Alimentos Ltda, cujo nome fantasia é Inter Supermercados, é uma rede de supermercados do Rio de Janeiro.

## História
Fundada por portugueses, iniciou suas atividades como empresa de importação e em 1991 inaugurou a primeira loja de varejo da rede, dando origem aos Supermercados Intercontinental. Em 2011, passou por uma repaginação e começou a atuar sob a bandeira de Inter Supermercados
que atualmente compõe uma rede 22 filiais, localizadas no Rio de Janeiro e Grande Rio.
Desde 2018 é integrante da também varejista Rede Unno e está entre os as 50 maiores supermercados do Brasil pelo ranking Abras.